# Cianur d'amoni
El cianur d'amoni és un compost inorgànic amb la fórmula NH₄CN.

## Usos
El cianur d'amoni s'utilitza generalment en la síntesi orgànica. En ser inestable, no s'envia o es ven comercialment.

## Preparació
El cianur d'amoni es prepara en solució per bombolleig del cianur d'hidrogen en solució aquosa d'amoníac a baixa temperatura
HCN + NH3(aq) → NH₄CN(aq)
Pot preparar-se per la reacció del cianur de calci i carbonat d'amoni:
Ca(CN)₂ + (NH₄)₂CO₃ → 2 NH₄CN + CaCO₃
En estat sec, el cianur d'amoni es fa escalfant una mescla de cianur de potassi o ferrocianuro de potassi amb clorur d'amoni i condensació dels vapors d'amoni en cristalls de cianur:
KCN + NH₄Cl → NH₄CN + KCl

## Reaccions
El cianur d'amoni es descompon en amoniaco i cianur d'hidrogen; sovint formant un polímer negre de cianur d'hidrogen:
NH₄CN → NH₃ + HCN
Sofreix reaccions de doble descomposició en solució amb el nombre de sals metàl·liques. Reacciona amb glioxal produint glicina (àcid aminoacético):
NH₄CN + (CHO)₂ → NH₂CH₂COOH + HCN
Reacciona amb cetones:
NH₄CN + CH₃COCH₃ → NH₂CH₂CH₂CH₂CN + H₂O

## Toxicitat
El sòlid o la seva solució és altament tòxica. La seva ingestió pot causar la mort. L'exposició al sòlid pot ser perjudicial, ja que es descompon en cianur d'hidrogen altament tòxic i en amoníac.

## Anàlisi química
Composició elemental: H 9.15%, C 27.23%, N 63.55%.
El cianur d'amoni pot ser analitzat per l'escalfament de la sal i la captura dels productes descomposts. La solució aquosa s'analitza per a l'ió cianur pel mètode volumètric o d'elèctrodes del nitrat d'argent; i l'amoníac es mesura per titulació o la tècnica de l'elèctrode elèctrode.